# Syntrichia laevipila
Syntrichia laevipila là một loài Rêu trong họ Pottiaceae. Loài này được Brid. miêu tả khoa học đầu tiên năm 1819.